# ابوالحسن رضوی شیرازی
سید ابوالحسن رضوی شیرازی (زاده ۱۲۸۰ شیراز) نماینده مجلس شورای ملی بود.
پدرش سیدمحمد رضوی از علمای شیراز بود. خودش نیز تحصیلات دینی را در شیراز آغاز کرد و در تهران و نجف ادامه داد تا درجه اجتهاد گرفت و به شیراز بازگشت. سپس اجازه تأسیس دفترخانه در شیراز گرفت و پس از چندی تغییر لباس داد. در سال ۱۳۱۴ به نمایندگی آباده به مجلس شورای ملی رفت (دوره دهم) و این کرسی را تا دوره سیزدهم حفظ کرد. در دوره چهاردهم نتوانست به مجلس راه یابد اما در دوره‌های پانزدهم و شانزدهم به نمایندگی از شیراز به مجلس بازگشت. پس از وکالت مجلس، به شغل سردفتری ادامه داد.